# Jekmuca
Jekmuca (kaszub. Jekmùca) – część wsi Połęczyno w Polsce, położona w województwie pomorskim, w powiecie kartuskim, w gminie Somonino, na południowo-wschodnim skraju Wzgórz Szymbarskich, przy drodze wojewódzkiej nr 224. Wchodzi w skład sołectwa Połęczyno.
W latach 1975–1998 Jekmuca administracyjnie należała do województwa gdańskiego.
Nazwą alternatywną Jekmucy jest Jeknica.
Osada została poświadczona w XVII w. w formie Jegmutz i Jäcknitz. Potem występują zapisy po stronie polskiej Jekmuca, po stronie niemieckiej Jäcknitz lub Jäkmutz. Mimo oficjalnej nazwy Jekmuca (obwieszczenie Wojewódzkiej Rady Narodowej z 1951 r.), pojawiała się obocznie również nazwa Jeknica (schematyzm diecezji pelplińskiej z 1975 r., czy mapa wojskowa z r. 1962).
Jest to nazwa topograficzna ponowiona od rzeczki Jaknica, która wypływa na południe od Egiertowa i wpada do Jez. Połęczyńskiego. Nazwa rzeczki zawiera indoeuropejski rdzeń ja- mówiący o wodzie, do którego dodano przyrostek -k- i polszczący czy kaszubiący sufiks -ica, charakterystyczny dla nazw rzek. Wymiana przyrostka -nica na -muca dokonała się pod wpływem kaszubskiego rzeczownika muca (z niem. Mütze) 'czapka'. Dodatkowo obserwujemy przejście początkowej sylaby ja- w je-, co jest dość powszechnym zjawiskiem na kaszubskim obszarze językowym.
W 1892 roku, w ówczesnym obwodzie dworskim, który stanowiła Jekmuca, mieszkało 35 osób, 33 Niemców i 2 Kaszubów.